# NGC 7363
NGC 7363 (другие обозначения — PGC 69580, MCG 6-49-78, ZWG 514.102, IRAS22409+3344) — галактика в созвездии Пегас.
Этот объект входит в число перечисленных в оригинальной редакции «Нового общего каталога».